# Milá (České středohoří)
Milá je vrch v Českém středohoří. Nachází se v Ústeckém kraji v okrese Most v katastrálním území Milá jihovýchodně od Bečova. Vrch je chráněn jako přírodní rezervace, která je součástí první zóny chráněné krajinné oblasti České středohoří. Území je vzdáleno asi 12,5 km jihovýchodně vzdušnou čarou od centra města Mostu. Rezervací vede modře značená turistická trase z Mostu do Loun s odbočkou na vrchol.
Přírodní rezervací byla Milá vyhlášena 25. února 1958. Důvodem ochrany je výskyt teplomilných rostlinných společenstev, která porůstají zejména jihozápadně exponované svahy kopce a vyznačují se řadou chráněných druhů rostlin. Mezi významné a zvláště chráněné druhy rostlin patří hlaváček jarní (Adonis vernalis), divizna brunátná (Verbascum phoeniceum), bělozářka liliovitá (Anthericum liliago), koniklec luční český (Pulsatilla pratensis subsp. bohemica), kavyl Ivanův (Stipa joannis). Druhy jako violka obojetná (Viola ambigua) a česnek tuhý (Allium strictum) zde mají nejzápadnější stanoviště v Evropě.
Předmětem ochrany je také klimaxové stadium lesa, který pokrývá zejména severně exponované svahy. Klimaxový les je konečným přirozeným rostlinným společenstvem, které zde za současného klimatu může vzniknout. Jedinečnost lesa na Milé spočívá především v tom, že se uprostřed agrárně využívané krajiny dochoval, neboť ostatní lesy v této části středohoří musely ustoupit intenzivní pastvě. Zdejší oblast je člověkem využívána od období neolitu. Druhová bohatost rostlin a živočichů je na Milé dána zejména pestrým sledem biotopů – od štěrbinové vegetace skal, přes travinné a keřové formace stepního a lesostepního charakteru, až po listnatý les. Z živočišné říše je zde nejvýznamnější třída hmyzu. Saranče Stenobothrus eurasius bohemicus je endemitem Českého středohoří a jeho výskyt byl důvodem zařazení Milé do seznamu evropsky významných lokalit Natury 2000.

## Historie
Přírodní rezervace byla vyhlášena Ministerstvem školství a kultury dne 25. února 1958 a v roce 1987 bylo rozšířeno ochranné pásmo. Záznamy o přítomnosti člověka a jeho zemědělské činnosti pochází již z doby neolitu. Oblast je zemědělsky využívána dodnes.

## Přírodní poměry

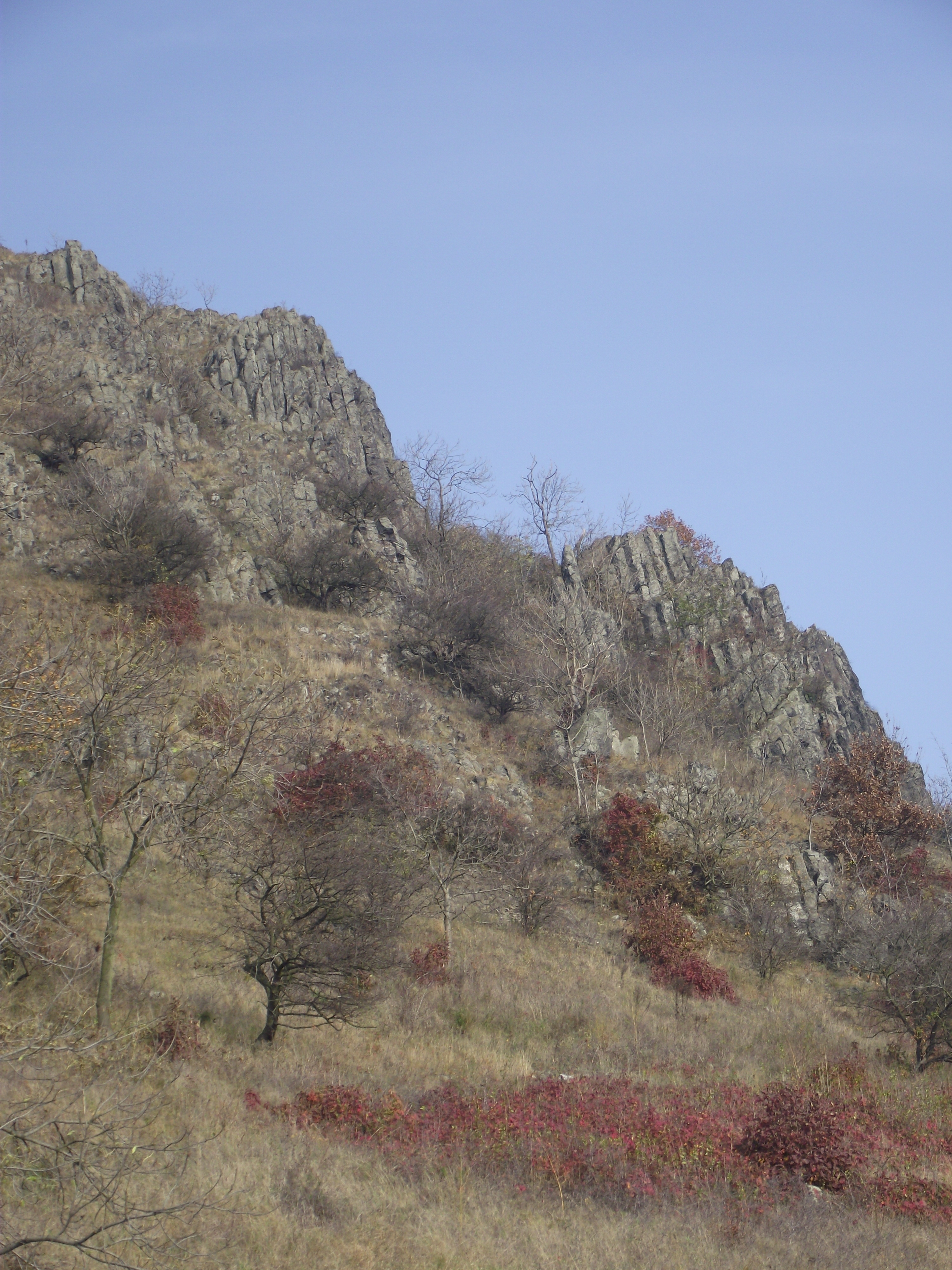
Svah s vystupujícím sodalitem

Milá leží v Ústeckém kraji, v okrese Most asi 9,5 km severně od Loun a 12,5 km jihovýchodně od Mostu. Na úbočí stojí vesnice Milá, která je částí obce Bečov. Rozloha přírodní rezervace je 19,94 hektarů a navazuje na ni ochranné pásmo s rozlohou 4,12 hektaru. O rezervaci pečeje Agentura ochrany přírody a krajiny ČR – regionální pracoviště Správa chráněné krajinné oblasti České středohoří se sídlem v Litoměřicích.

### Geologie a geomorfologie

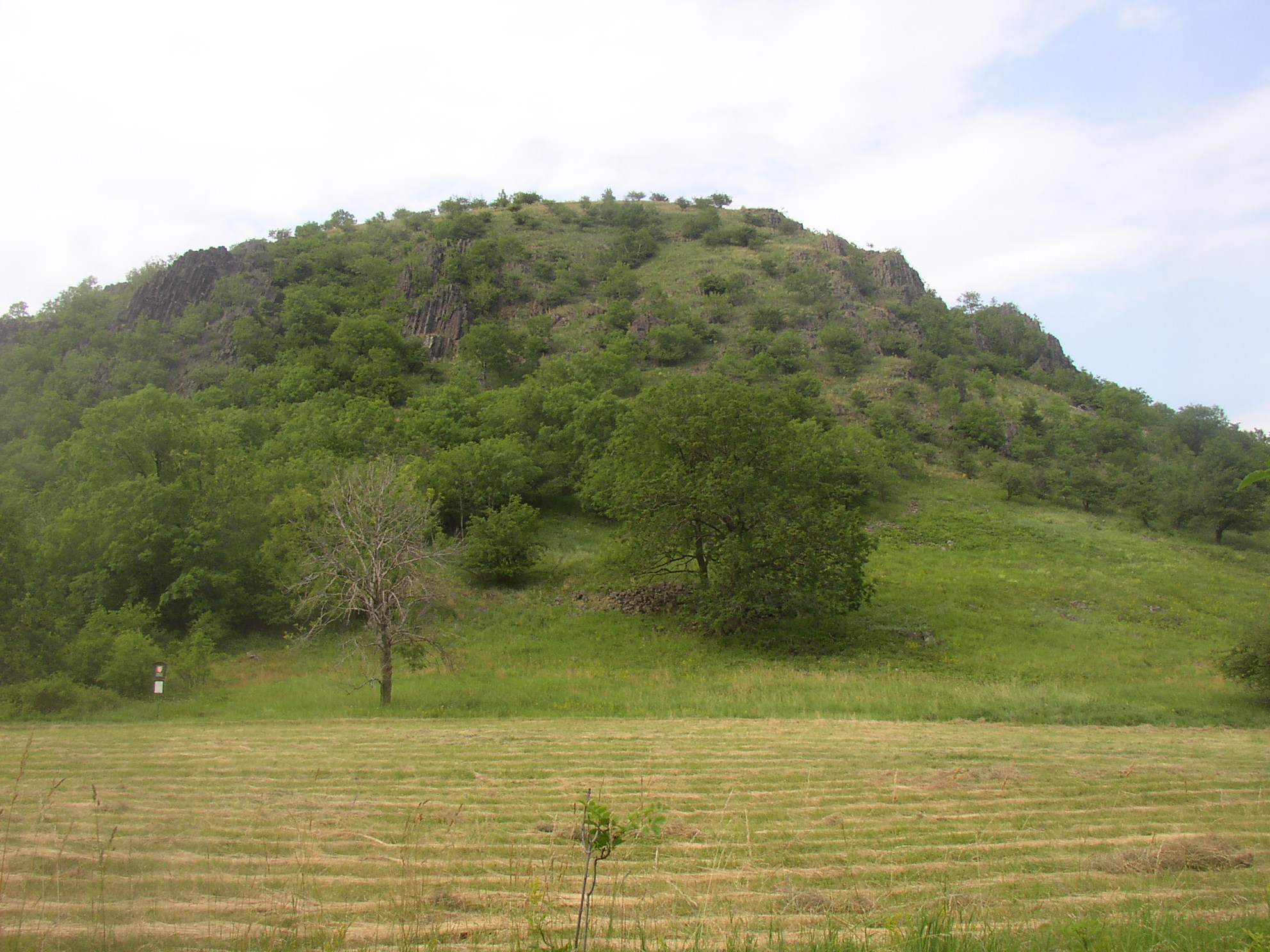
Jižní úbočí

České středohoří je jedním z pěti geomorfologických celků Podkrušnohorské oblasti. Vnitřně se člení na podcelek Verneřický a Milešovský. Milá se nachází v podcelku Milešovské středohoří, přesněji v okrsku Bečovské středohoří (nověji Ranské středohoří). Tato oblast je plochou vrchovinou na svrchnoturonských až coniackých slínovcích a vápnitých jílovcích a převážně podpovrchových tělesech třetihorních čedičových hornin. Ve třetihorách zde probíhala mohutná neovulkanická činnost. Bazické magma prorazilo křídové sedimenty, které postupem času podlehly denudaci, čímž byly vyvřelé horniny vypreparovány. Tvar reliéfu byl domodelován exogenními silami, zejména kryogenními procesy. Z poměrně rovinaté krajiny tak vystupují vulkanická tělesa tvaru kužele, kupy, homole, hřbetu.
Kupa Milé dosahuje výšky 510,1 metrů a je tvořena olivinickým nefelinickým sodalitem, který má černou až šedočernou barvu. Vznikla vypreparováním výplně diatremy. Na příkrých svazích se vyskytují mrazové sruby, stěny, ukloněné sloupy, věže a balvanové proudy, které vznikly periglaciálním zvětráváním. Hornina má sloupcovitou odlučnost, která se utvářela při stejnoměrném chladnutí vulkanického tělesa. Sloupcovitá odlučnost je dobře patrná na jihozápadních a jihovýchodních svazích kopce, kde skály místy vystupují z travnatého porostu. Sopečný sodalit vybíhá ze slínovcového podstavce, jehož nejvyšší části dosahují až sto metrů pod vrchol kopce. Na severozápadní straně kopce na povrch vystupují výchozy vápnitých slínů, které jsou zbytkem denudovaných křídových sedimentů. V nižších partiích svahů jsou suťová pole, největší část z nich je pleistocenního stáří.

### Flóra
Přírodní rezervace leží v zemědělsky využívané oblasti. V okolní krajině jsou pole, kde se pěstují zejména obiloviny. Z fytogeografického hlediska patří České středohoří do teplé oblasti pannonské květeny. Teplomilné rostliny sem byly rozšiřovány v poledových dobách z jihovýchodní Evropy. Vhodné podmínky umožnily vznik stepních forem, které se tvořily na suchých a teplých rovinách a na svazích s mělkou půdou.

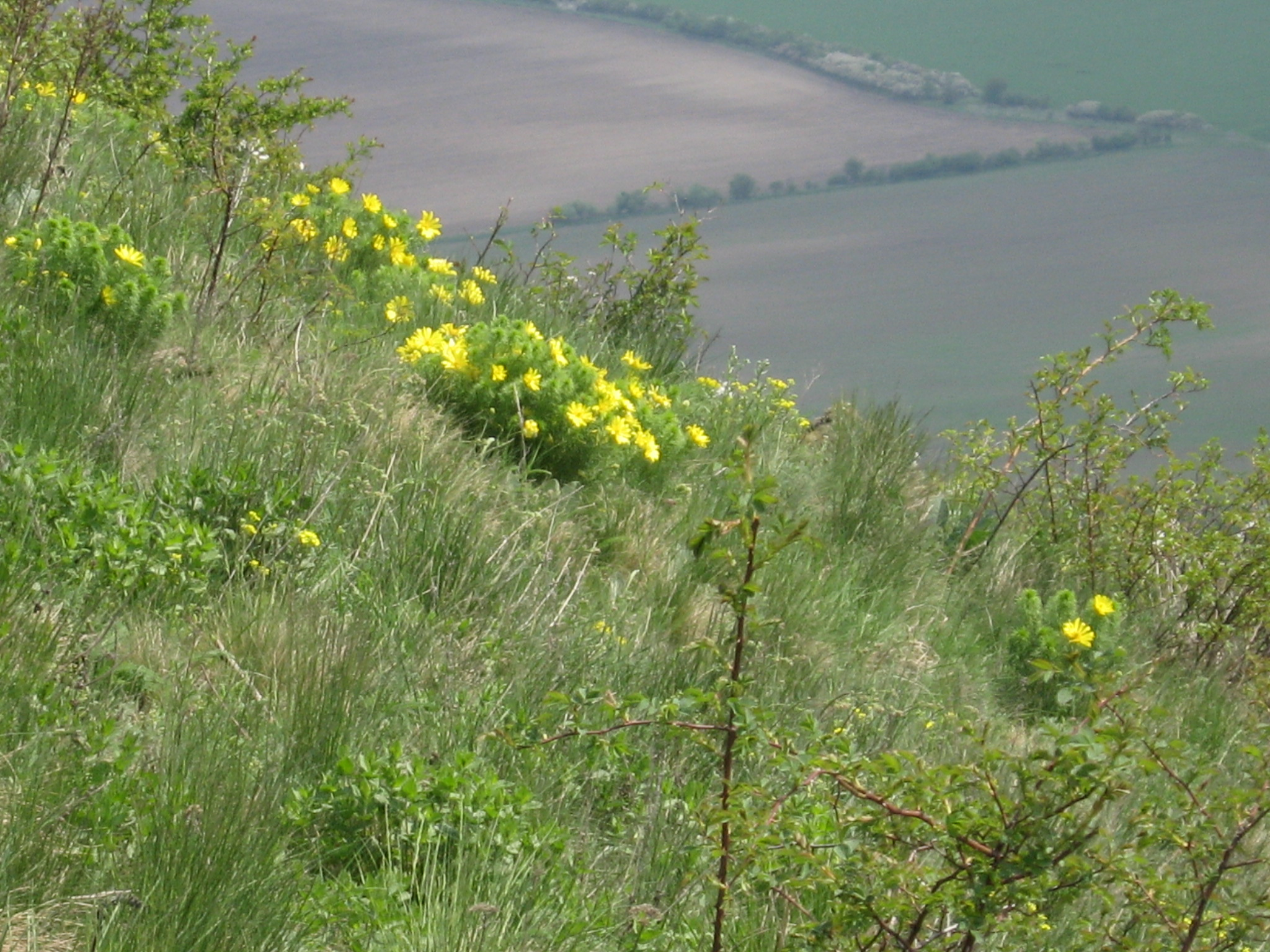
Hlaváček jarní na úbočí

Současná vegetace je výsledkem dlouhodobého vývoje, kdy hlavním činitelem bylo podnebí, které se druhotně podílelo i na geologických procesech jako zvětrávání, denudace, vznik půdního typu. Na složení vegetace měla vliv i činnost člověka. Společenstva, která se nejvíce blíží původnímu složení, se dnes nacházejí jen na kultivaci odolných místech – na kopcích, skalách. Část chráněné krajinné oblasti, ve které se Milá nachází, patří do klimatické oblasti mírně suché až suché, s mírnou zimou a nízkým ročním úhrnem srážek. Specifické lokální podmínky (geologické, srážkové, mikroklimatické a jiné) způsobují, že se vegetace na Milé liší od jiných středohorských lokalit.
Rostlinná společenstva lze na Milé rozčlenit takto: lada pod vrchem, která se využívala k pastvě; lesostep s porostem dřevin na jižní straně vrchu; skalní step na exponovaných skalách; společenstva sutí; stepní společenstva ve vrcholových partiích; lesní formace na severní polovině kopce. Jednotlivé biotopy se vzhledem k velikosti území a geomorfologické pestrosti, navzájem prolínají a ovlivňují. Opomenout nelze ani ochranné pásmo rezervace, kam pronikají rostliny z polí. Složení vegetace bylo silně ovlivněno pastvou dobytka. K pomalému opouštění od pastvy a k přechodu na intenzivnější zemědělskou činnost došlo zhruba v polovině 19. století. 
Pastvu snášejí zejména druhy trnité jako: pupava bezlodyžná (Carlina acaulis), bodláky a pcháče, máčka ladní (Eryngium campestre), hadinec obecný (Echium vulgare), užanka lékařská (Cynoglossum officinale), pipla osmahlá (Nonea pulla), pryšec chvojka (Euphorbia cyparissias). Další nápadnou rostlinou je jetel horský (Trifolium montanum), mochna bílá (Potentilla alba), svízel syřišťový (Galium verum), černýš rolní (Melampyrum arvense), vítod chocholatý (Polygala comosa), křivatec luční (Gagea pratensis).

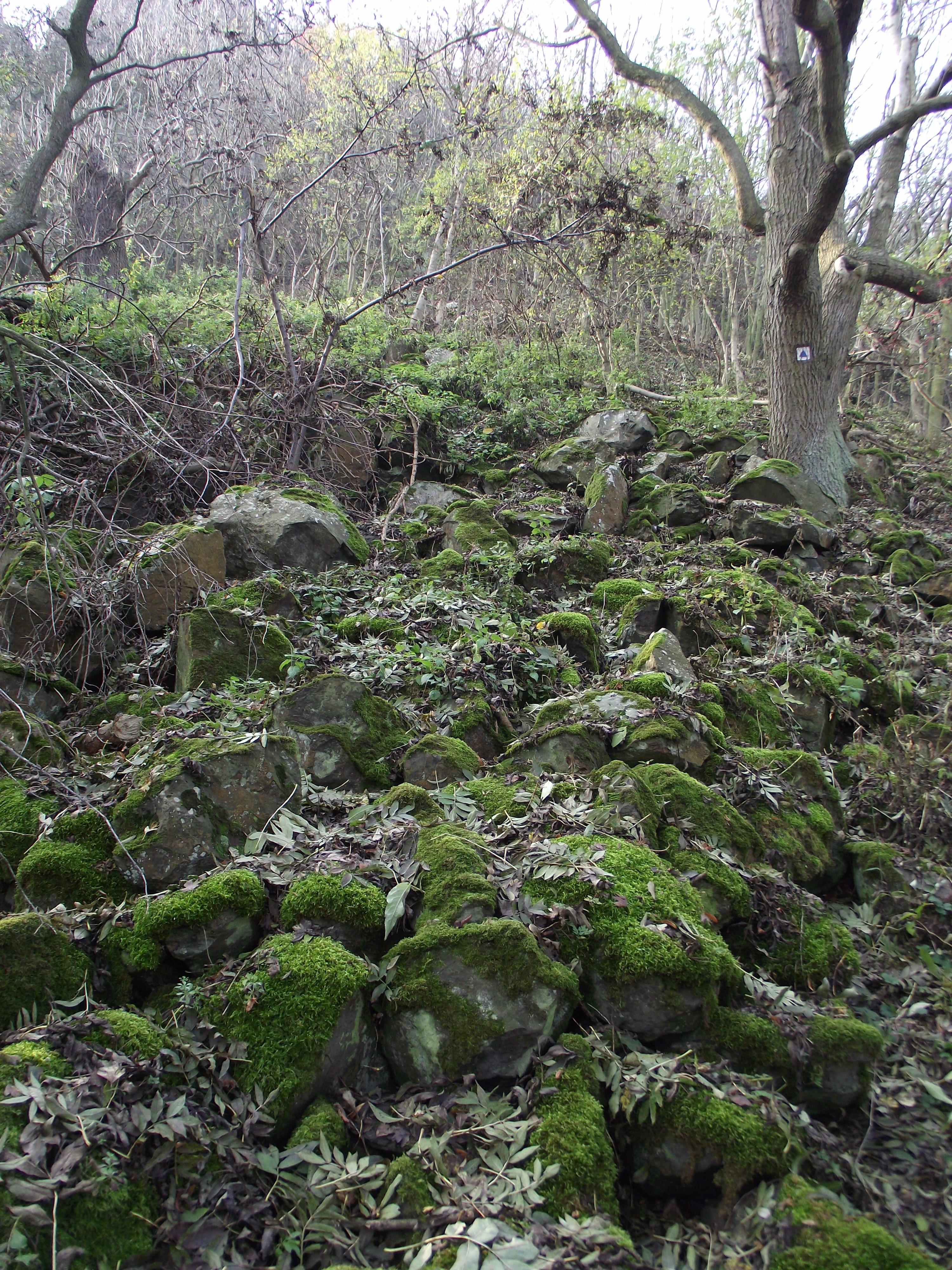
Suťový les na úbočí

Na severozápadním úpatí, na vápencových slínech roste jehlice trnitá (Ononis spinosa), kozinec cizrnový (Astragalus cicer).
Na nejsušších jižně exponovaných místech kolem úpatí se nachází len rakouský (Linum austriacum), hlaváček jarní (Adonis vernalis), žluťucha menší (Thalictrum minus), na severním úpatí trličník brvitý (Gentianopsis ciliata). Zajímavostí je, že tyto výrazně teplomilné rostliny pronikají i do méně příznivějších biotopů v severních částech kopce. Na jižní straně ve vlhčích místech a v úžlabinách mezi skalami rostou dřeviny - jasany (Fraxinus), hlohy (Crataegus), lísky (Corylus) a některé druhy růží. Ojediněle zde nalezneme i brsleny (Euonymus) a zimolez (Lonicera). Na těchto mírně vlhkých a světlých hájových místech rostou lilie zlatohlavá (Lilium martagon), violka vonná (Viola odorata), česnáček lékařský (Alliaria officinalis), bažanka vytrvalá (Mercurialis perennis) a vzácně také bělozářka větevnatá (Anthericum ramosum).
Mesofilní háje s výškou přechází v xerofilní s porosty trnky obecné (Prunus), kaliny (Viburnum), ptačího zobu obecného (Ligustrum vulgare). Z bylin zde nalezneme např. kokořík vonný (Polygonatum odoratum), tolitu lékařskou (Vincetoxicum hirundinaria), violku srstnatou (Viola hirta), úročník bolhoj (Anthyllis vulneraria), chřest lékařský (Asparagus officinalis), ojediněle diviznu brunátnou (Verbascum phoeniceum) a hrachor panonský (Lathyrus pannonicus).
V jemnějších sutích s půdou rostou druhy jako kakost krvavý (Geranium sanguineum), modřenec chocholatý (Muscari comosum), svízel sivý (Galium glaucum), čistec přímý (Stachys recta), mochna písečná (Potentilla arenaria). Hrubé sutě jsou na vegetaci chudé, kromě mechů zde nalezneme rozchodník velký (Hylotelephium maximum), rozchodník bílý (Sedum album), rozchodník ostrý (Sedum acre), druhy trav jako kostřava žlábkatá (Festuca rupicola), smělek štíhlý (Koeleria macrantha), strdivka sedmihradská (Melica transsilvanica), sveřep vzpřímený (Bromus erectus), válečka prapořitá (Brachypodium pinnatum).
Skalní biotopy jsou velmi rozmanité stanovištními podmínkami. Nachází se zde místa extrémně suchá i místa s dostatkem vody ve skalních štěrbinách. Skalní rostliny na Milé nerostou jen na větších skalách, ale i na malých skalkách, které vystupují po celém jižním svahu. Nejnápadnější rostlinou , která se nikdy nevyskytuje mimo skály a která svými zářivě žlutými květy kontrastuje na tmavém skalním povrchu je tařice skalní (Aurinia saxatilis). Dalšími nápadnými druhy jsou koniklec luční (Pulsatilla pratensis), bělozářka liliovitá (Anthericum liliago), trýzel škardolistý (Erysimum crepidifolium). Ve skalních štěrbinách rostou kapradiny jako sleziník červený (Asplenium trichomanes), sleziník severní (Asplenium septentrionale). Běžně v blízkosti skal sesel fenyklový (Seseli hippomarathrum), lněnka lnolistá (Thesium linophyllon), česnek šerý horský (Allium senecens subsp. montanum). Na sušších místech v úžlabinách můžeme nalézt vikev ptačí (Vicia cracca), smolničku obecnou (Viscaria vulgaris), z trav je významná kostřava sivá (Festuca pallensa). Nejvýznamnější petrofytem na Milé je violka obojetná (Viola ambigua), která roste kolem skalek jižního svahu a česnek tuhý (Allium strictum) ve štěrbinách skal. Oba druhy zde mají nejzápadnější stanoviště areálu rozšíření v Evropě. Z dřevin v blízkosti skal roste jeřáb muk (Sorbus aria).
Nejzajímavější partií je svah pod temenem kopce na jižní a jihozápadní straně, kde se vyskytují nejteplomilnější xerotermní a stepní společenstva s typický porostem kavylu (Stipa). Njelépe tato místa vystihuje označení květnatá kavylová step. Nejvýznamnějšími druhy jsou kavyly, kavyl vláskovitý (Stipa capillata), kavyl Ivanův (Stipa pennata), kavyl tenkolistý (Stipa tirsa), kavyl sličný (Stipa pulcherrima). Dále kostřava walliská (Festuca valesiaca), kozinec bezlodyžný (Astragalus exscapus), pelyněk pontický (Artemisia pontica), řebříček sličný (Achillea nobilis), jetel alpínský (Trifolium alpestre). Na temeni kopce se vyskytují opět vlhkomilnější druhy, je zde pestrá luční step s úročníkem bolhojem (Anthyllis vulneraria), šalvějí luční (Salvia pratensis), tužebníkem jilmovým (Filipendula ulmaria) a travami ostřicí nízkou (Carex humilis), kostřavami (Festuca). Tam, kde se temeno začíná sklánět k severu, se v rozmezí několika metrů objevují vlhkomilné hájové porosty přecházející v lesostep. Zde rostou druhy jako prvosenka jarní (Primula veris), lilie zlatohlavá (Lilium martagon), orsej jarní (Ficaria verna). Zajímavou rostlinou jsou zde nezelené cizopasné zárazy (Orobanche) z nichž kriticky ohroženou a velmi vzácnou je záraza namodralá (Orobanche coerulescens).
Lesostep přechází v les. Dominujícími dřevinami jsou lípy (Tilia), jasany (Fraxinus), jilm habrolistý (Ulmus minor), javor babyka (Acer campestre), méně častým je topol osika (Populus tremula), duby (Quercus) téměř úplně chybějí. Nepůvodní dřevinou je zde trnovník akát (Robinia pseudoacacia), který vylučuje jedovaté látky a nepříznivě tak ovlivňuje složení porostu. Akáty se proto odstraňují. Z bylin zde nalezneme krabilici mámivou (Chaerophyllum temulentum), kerblík lesní (Anthriscus sylvestris), pstroček dvoulistý (Maianthemum bifolium), sasanka pryskyřníkovitá (Anemone ranunculoides), violka vonná (Viola odorata), dymnivka dutá (Corydalis cava), kakost smrdutý (Geranium robertianum), bažanka vytrvalá (Mercurialis perennis), silenka hajní (Silene nemoralis), pryskyřník zlatožlutý (Ranunculus auricomus agg.).
Dalšími druhy, které se na Milé vyskytují, jsou starček celolistý (Tephroseris integrifolia), dub pýřitý (Quercus pubescens), dřín obecný (Cornus mas) a chrpa chlumní (Centaurea triumfettii). Vedle nich se zde vyskytují také zárazy (Orobanche), z nichž je nejvzácnější záraza namodralá (Orobanche coerulescens).
V roce 2008 byl z tohoto území popsán nový druh stromu: jeřáb milský (Sorbus milensis).
Pro zachování vysoké rostlinné diverzity plán péče doporučuje návrat k pastvě ovcí a koz.

### Fauna

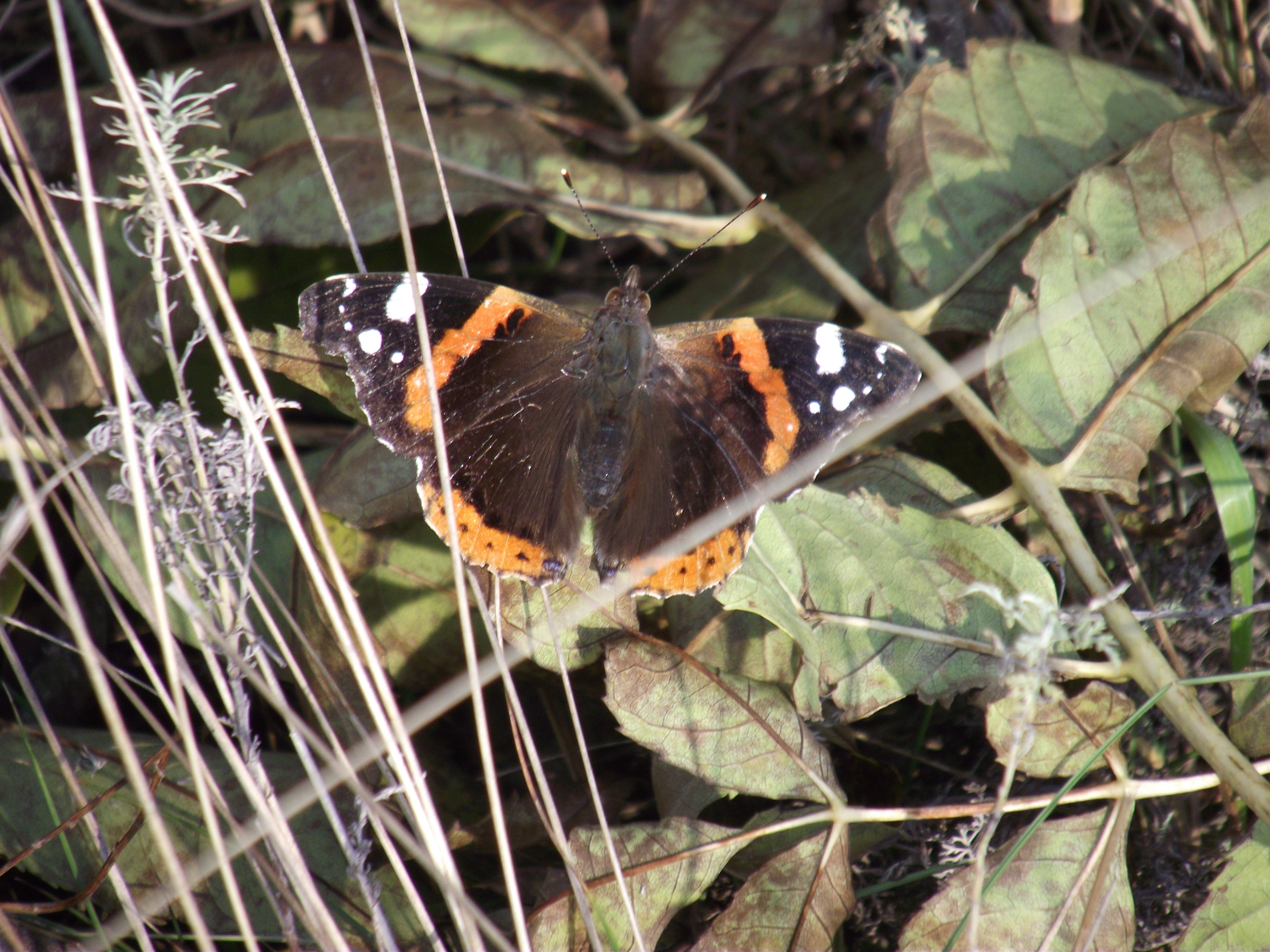
Babočka admirál (Vanessa atalanta)

Z drobných savců na Milé žije rejsek obecný (Sorex araneus), myšice lesní (Apodemus flavicolis), hraboš polní (Microtus arvalis), myšice křovinná (Apodemus sylvaticus), bělozubka šedá (Crocidura suaveolens). Na dříve hojného sysla obecného (Spermophilus citellus) je dnes vypracován záchranný program. Z větších savců můžeme narazit na stádo muflonů, jehož výskyt zde není přirozený. Dále prase divoké (Sus scrofa).
Mezi dominantní zástupce ptáků patří linduška lesní (Anthus trivialis), strnad obecný (Emberiza citrinella). Méně častým je ťuhýk obecný (Lanius collurio), strnad zahradní (Emberiza hortulana), strnad luční (Emberiza calandra). Zalétá sem také rehek zahradní (Phoenicurus phoenicurus), rehek domácí (Phoenicurus ochrlos). V lesostepním porostu hnízdí žluna zelená (Picus viridis). Dutiny ve starých lípách osidlují špačci obecní (Sturnus vulgarit), početné populace lejsků černohlavých (Ficedula hypoleuca). Korunové patro lesa osidluje žluva hajní (Oriolus oriolus), budníček větší (Phylloscopus trochilus). Dále např. pěnice černohlavá (Sylvia atricapilla), hrdlička divoká (Streptopelia turtur), holub hřivnáč (Columba palumbus). Nepříliš hojná je sojka obecná (Garrulus glandarius), dlask tlustozobý (Coccothraustes coccothraustes). Při okraji lesa lze pozorovat pěnkavu obecnou (Fringilla coelebs), červenku obecnou (Cuculus canorus). Z dravců zde hnízdí káně lesní (Buteo buteo) a poštolka obecná (Falco tinnunculus). Pozorován byl ostříž lesní (Falco subbuteo), krahujec obecný (Accipiter nisus).
Na ladách pod vrchem byl pozorován skřivan polní (Alauda arvensis), bramboříček hnědý (Saxicola rubetra), stehlík obecný (Carduelis carduelis), sýkora babka (Parus palustris), pěnice pokřovní (Sylvia curruca). Hojné jsou straky obecné (Pica pica). Za potravou zaletují vlaštovky obecné (Hirundo rustica).
Z herpetofauny se zde nachází ještěrka obecná (Lacerta agilis) a užovka hladká (Coronella austriaca), slepýš křehký (Anguis fragilis). Velkou diverzitu vykazují bezobratlí živočichové. O charakteru jednotlivých biotopů a o přírodní historii lokality mnoho napoví výskyt měkkýšů. Tyto druhy se velmi pomalu šíří, mají specifické ekologické nároky a jejich schránky se často zachovávají v sedimentech. Ve sledu pestrých biotopů se druhy vzájemně prolínají. Pro jižní úpatí je typickým druhem suchomilka obecná (Helicella candicans), páskovka žíhaná (Cepaea vindobonensis). Na skalách se stepním společenstvem je dominantní zrnovka dvouzubá (pupilla bigranata), drobnička válcovitá (Truncatellina cylindrica), vrkoč malinký (Vertigo pygmea), údolníček drobný (Vallonia pulchella). V sutích byly zjištěny druhy sudovka skalní (Orcula dolium), vřetenatka hladká (Cochlodina laminata), skelnatka hladká (Oxychilus glaber).
Z hmyzu se zde nacházejí zejména brouci střevlíkovití (Carabidae), prskavci (Brachinini), drabčíkovití (Staphylinidae), nosatcovití (Curculionidae), mandelinkovití (Chrysomelidae), mrchožroutovití (Silphidae). Na nejsušších místech můžeme nalézt potemníka písečného (Opatrum sabulosum). Dalšími pozorovanými rody jsou kvapníci (Harpalus), hnojník (Aphodius), chroust (Melolontha).
Z motýlů se zde nachází např. otakárek fenyklový (Papilio machaon), otakárek ovocný (Iphiclides podalirius), okáč metlicový (Hipparchia semele), okáč skalní (Chazara briseis) je kriticky ohrožený, babočka admirál (Vanessa atalanta).

## Ohrožení

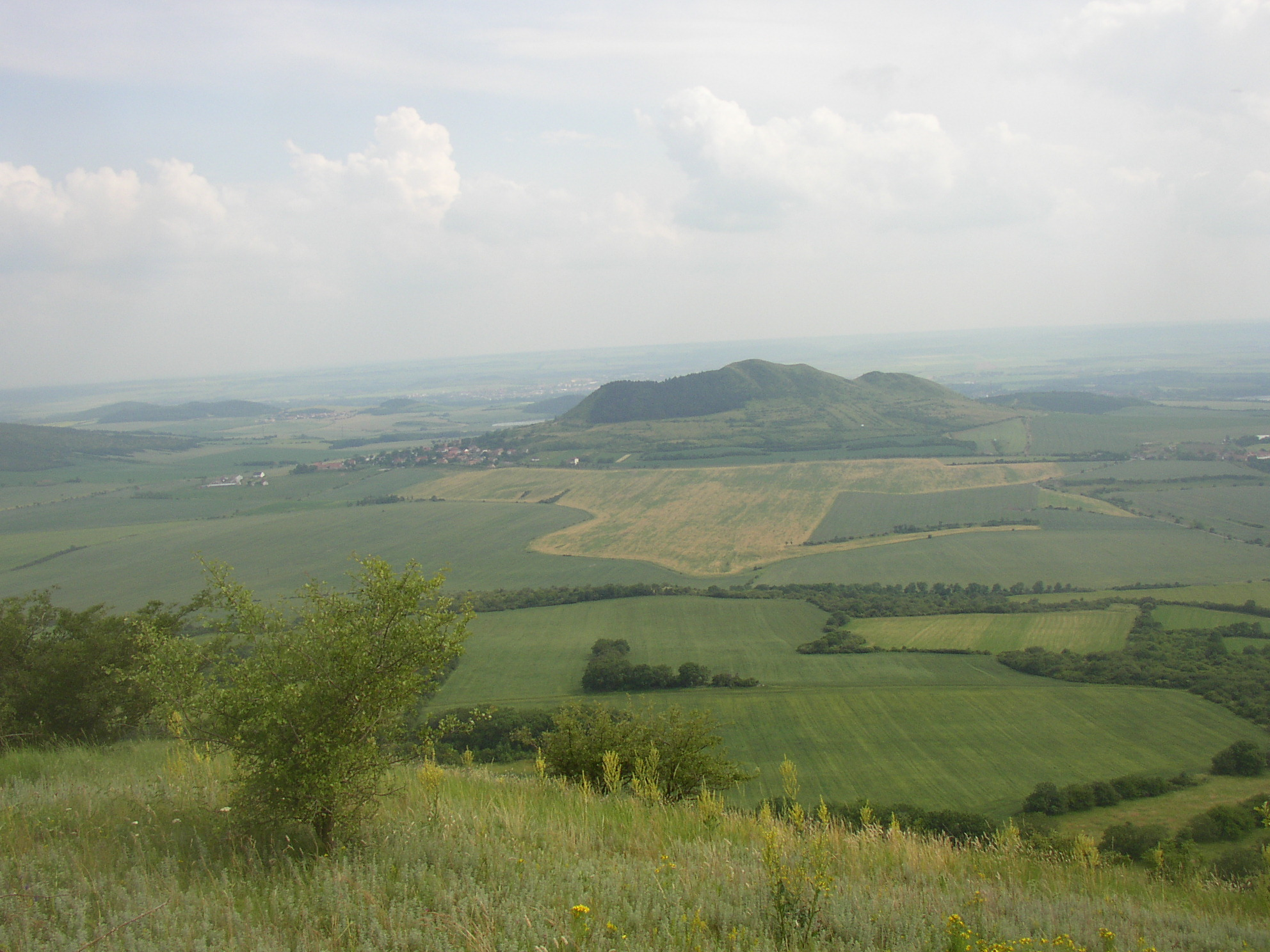
Raná z Milé

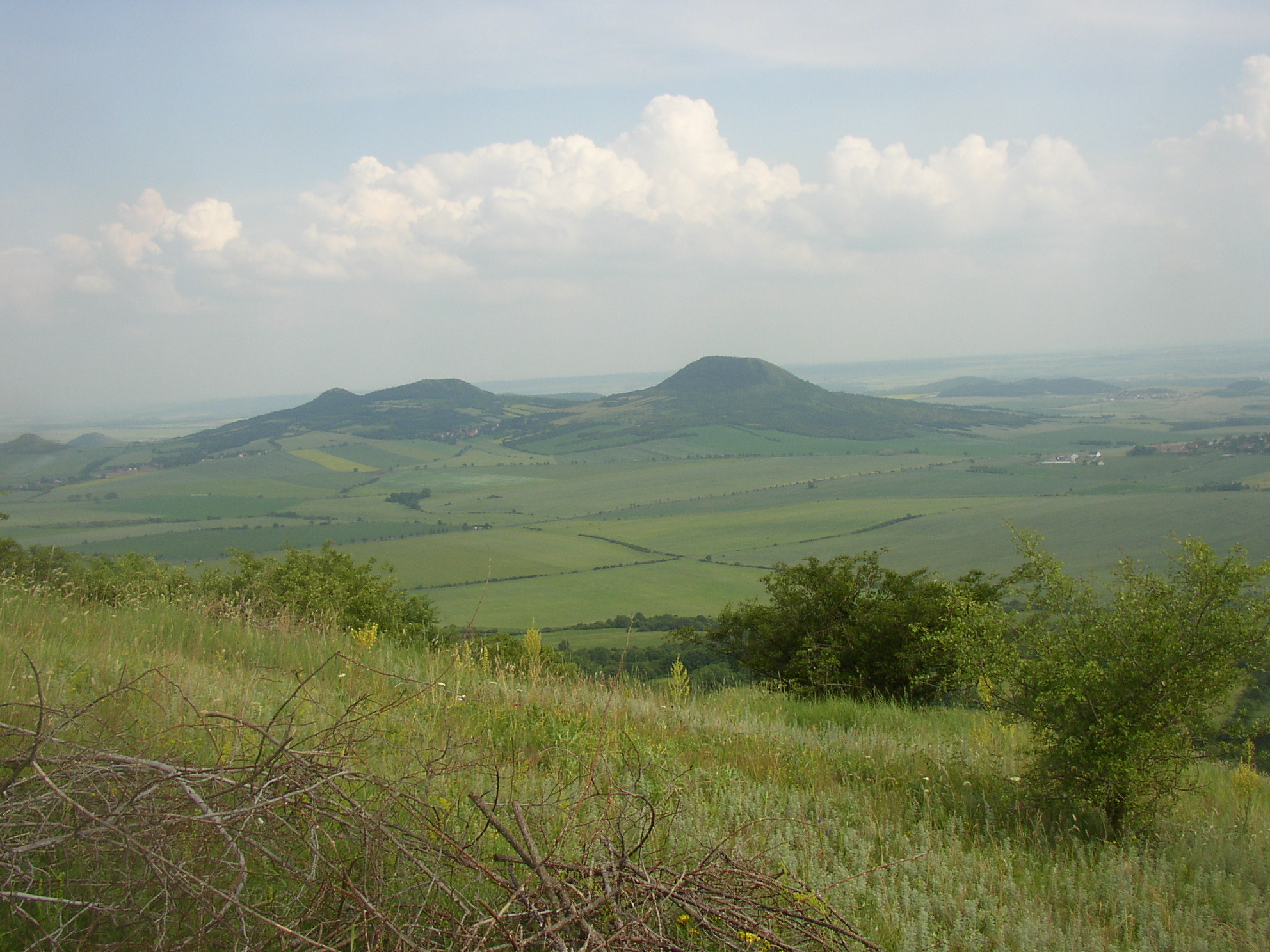
Oblík, Srdov a Brník z Milé

Přírodní rezervace Milá je vzhledem ke své lokalitě pravděpodobně nejvíce ohrožena znečištěním ovzduší. Přímé sousedství elektrárny Počerady a dalších elektráren v okolí v minulosti (80. a 90. léta 20. století) znamenalo expozici k vysokým koncentracím oxidů síry v ovzduší a následným kyselým depozicím. Dnes se kvalita ovzduší výrazně zlepšila, nicméně oblast je spalováním fosilních paliv stále zatížena. Dále je oblast zatížena vyšší prašností z nedaleké povrchové těžby uhlí.
Jelikož je území kolem rezervace zemědělsky využíváno, musela Milá před rokem 1990 čelit trendu leteckého hnojení. Dnes je snaha o extenzivní zemědělství a o návrat k původnímu hospodaření – k pastvě ovcí, na svazích a loukách kolem Milé. Ohrožení může nastat také při přemnožení nepůvodně se vyskytujícího muflona. Stav zvěře by měl být kontrolován.

## Turistika
Přes přírodní rezervaci Milá vede modrá turistická trasa Louny-Most. Trasa z Loun, dlouhá 12,5 km, vede přes další zajímavý vrch Českého středohoří, jímž je Raná se stejnojmennou národní přírodní rezervací. Na rozcestí silnice do osady Milá, modrá stezka odbočuje a lze po ní dojít k archeologicky velmi významnému místu, k Písečnému vrchu. Při cestě směrem od Mostu, je vhodné přijet vlakem do obce Bělušice a odtud se po modré vydat na vrchol. Vrchol nabízí výhled do krajiny Lounského středohoří: lze spatřit město Louny, Most, masív Krušných hor, kopce Oblík, Raná nebo elektrárnu Počerady, která leží v těsné blízkosti. Milá je unikátním místem, a proto je nutné držet se vyznačených cest.